# АСБл
АСБл — силовий кабель з алюмінієвими жилами, з паперовою просоченою ізоляцією, в свинцевій оболонці, броньований двома сталевими стрічками із зовнішньою оболонкою із ПВХ-пластикату.

## Призначення
Застосовуються для передачі електроенергії в стаціонарних установках на напругу до 10кВ частотою 50Гц. Для прокладки в приміщеннях, землі з низьким і середнім рівнем активності ґрунтів, шахтах, колекторах і відкритому повітрі.

## Характеристика
- Струмопровідна жила — алюмінієва, однопроволочна або багатопроволочна, круглої або секторної форми
- Ізоляція — полівінілхлоридний пластикат (ПВХ)
- Броня — дві сталеві стрічки, накладені так, щоб верхня стрічка перекривала зазори між витками нижньої стрічки
- Оболонка — свинець
- Діапазон температур експлуатації — від −50°С до +50°С
- Тривало допустима температура нагріву жил кабелів при експлуатації — +70°С
- Стійкість до горіння — не розповсюджують горіння при одиночному прокладанню